# Helmut Holzer
Helmut Holzer (Neuenbürg, 14 de junho de 1921 – Freiburg im Breisgau, 22 de agosto de 1997) foi um bioquímico alemão.

## Vida
Holzer foi a partir de 1945 aluno de Feodor Lynen em Munique. Foi depois Privatdozent na Universidade de Munique e, depois da habilitação em 1954 no Physiologisch-Chemisches Institut da Universidade de Hamburgo, na Universitätsklinikum Hamburg-Eppendorf. Foi professor da Universidade de Friburgo (Alemanha). Aposentou-se em 1989.
Recebeu o Prêmio Paul Ehrlich e Ludwig Darmstaedter de 1963 e a Medalha Otto Warburg de 1975. Foi eleito membro da Academia de Ciências de Heidelberg em 1981 e da Academia Leopoldina em 1970.